# Moraea autumnalis
Moraea autumnalis är en irisväxtart som först beskrevs av Peter Goldblatt, och fick sitt nu gällande namn av Peter Goldblatt. Moraea autumnalis ingår i släktet Moraea och familjen irisväxter. Inga underarter finns listade i Catalogue of Life.